# Dancing Queen (소녀시대의 노래)
"Dancing Queen"은 대한민국의 걸 그룹 소녀시대의 노래로, 소녀시대의 네 번째 정규 앨범 I Got a Boy 발매에 앞서 2012년 12월 21일 선공개한 노래이다. 이 노래는 2008년 더피의 노래 "Mercy"를 리메이크한 노래이다. 2008년에 사전제작이 되었다고 한다.

## 배경
원래 "Dancing Queen"은 2008년 소녀시대의 새로운 앨범의 타이틀곡으로 선정돼 뮤직비디오 촬영과 안무, 녹음을 끝냈었다. 당시 컨셉은 원더걸스의 "Tell Me" 열풍에 맞춰 복고 컨셉이였다. 하지만 발매 2주 전에 저작권 문제로 인하여 무산되었고, 이로 인해 이트라이브가 작사·작곡한 "Gee"가 타이틀곡으로 선정되었다. 당시 시간이 없었기 때문에 "Gee"는 "Dancing Queen"의 컨셉과 거의 유사하게 할 수 밖에 없었다. 이후 2013년 발매된 소녀시대의 네 번째 정규 앨범 I Got A Boy의 수록곡으로 결정되었고, 5년 뒤인 2012년 12월 21일 "Dancing Queen"의 음원과 2008년 찍어뒀던 뮤직비디오가 공개되었다.

## 평가
《빌보드》의 제프 벤자민은 "몇 년 전의 노래로 성공할 수 있는 그룹은 몇 없다. 그러나 5년 전 모습으로 향수를 불러일으키며 귀여운 매력이 있는 이 노래는 "I Got a Boy"의 맛보기 노래로 충분했다"고 리뷰했다. 또한 《빌보드》에서 "이번 음원은 기존 소녀시대의 음악 스타일과 다르게 일렉트로닉 팝 느낌("The Boys"나 "Flower Power" 같은 느낌)이 없지만 오프 펑키 팝 사운드로 태티서의 데뷔곡인 Twinkle과 비슷한 느낌이다"라고 말했다. 《이즘》의 황선업은 "Dancing Queen은 나름 준수하지만 어쨌든 더피의 Mercy와의 비교를 피하기가 어렵다"고 평했다.

## 공연 활동
2013년 1월 1일 MBC 소녀시대의 컴백쇼 《소녀시대 로맨틱 판타지》에서 소녀시대는 "Dancing Queen"을 비롯해 타이틀곡 "I Got a Boy", 수록곡 "낭만길 (Romantic St.)" 그리고 기존의 히트곡 "Gee", "The Boys", "소원을 말해봐" 등을 공연했다.

## 차트
| 차트 (2011)                   | 최고 순위 |
| ----------------------------- | --------- |
| 대한민국 가온 디지털 종합차트 | 1         |
| 대한민국 코리아 핫 100        | 2         |